# Desmond Guinness
Desmond Walter Guinness (* 8. September 1931 in London; † 20. August 2020 in Leixlip, County Kildare, Irland) war ein irischer Denkmalpfleger und Mitbegründer der Irish Georgian Society. 

## Leben
Desmond Guinness war der Sohn des Brauereierben und Aristokraten Bryan Guinness, 2. Baron Moyne, und dessen Frau Diana Mitford. 
Er besuchte das Eton College sowie Gordonstoun und studierte Romanistik (Französisch/Italienisch) am Christ Church College in Oxford. Nach seinem Wehrdienst zog er nach Irland.
1954 heiratete er Hermione Marie-Gabrielle Fürstin von Urach. Im August 1956 wurde ihr Sohn Patrick Guinness geboren, ein Jahr später die Tochter Marina. 
Die Eheleute erwarben 1958 Leixlip Castle. Schon im April 1958 gründeten die Eheleute die Irish Georgian Society, um sich für den Schutz und den Erhalt des architektonischen Erbes einzusetzen. Restaurierungen an Damer House im County Tipperary, an Castletown House im County Kildare, Mountjoy Square, Tailors’ Hall und Hume Street in Dublin profitierten von den Investitionen. 
1980 ließ sich das Ehepaar scheiden. 1984 heiratete Guinness Penelope Cuthbertson.

## Auszeichnungen
1980 erhielt er den Ehrendoktor der Rechte am Trinity College Dublin. 2006 wurde er mit dem Preis Europa Nostra ausgezeichnet. 2014 wurde er mit der Ehrenmitgliedschaft auf Lebenszeit der Royal Dublin Society geehrt.